# Angelo Felici
Angelo Felici (Segni, 26 juli 1919 - Rome, 17 juni 2007) was een Italiaans geestelijke en kardinaal van de Katholieke Kerk.

## Biografie

Hij werd op 4 april 1942 priester gewijd en promoveerde daarna in het canoniek recht. In 1945 trad hij in de diplomatieke dienst van de Heilige Stoel. Hij vervulde verschillende staffuncties en werd in 1967 titulair bisschop van Cesariana, met de persoonlijke titel van aartsbisschop. Daaropvolgend was hij apostolisch nuntius voor Nederland (1967-1976), Portugal (1976-1979) en Frankrijk (1979-1988).

### Nederland
In Nederland, zijn eerste post als nuntius, heeft Felici negen jaar gewerkt, een naar verhouding lange tijd. Het waren de jaren van grote polarisatie. Nooit heeft in de jaren ervoor noch daarna een Vaticaans diplomaat zo vaak het nieuws gehaald, ook buiten de katholieke media, als hij. Felici was nuntius tijdens een roerige periode van de Nederlandse kerkgeschiedenis. Op de voorlaatste sessie van het Pastoraal Concilie in januari 1970 verliet hij uit protest de zaal toen een voorstel tot afschaffing van het verplichte priestercelibaat in stemming werd gebracht en dreigde te worden aangenomen. Tijdens zijn ambtsperiode werden de bisschoppen Simonis en Gijsen benoemd.
Tijdens de gijzeling van de Franse ambassade in september 1974, die vier dagen duurde, trad hij op in zijn functie als deken van het Corps Diplomatique.

### Verdere carrière
Na Nederland werd Felici nuntius in Lissabon en na drie jaar in Parijs. Volgens de Vaticaanse gebruiken wacht een nuntius na Parijs de kardinaalshoed.
In 1988 werd hij - bij het consistorie van 28 juni van dat jaar - door Paus Johannes Paulus II verheven tot kardinaal. De San Carlo ai Catinari werd zijn titelkerk. Hij werd meteen daarop prefect van de Congregatie voor de Heilig- en Zaligsprekingsprocessen en zou dat blijven tot 1995. In dat jaar werd hij benoemd tot President van de Pauselijke Commissie Ecclesia Dei.
Francis A. Burkle-Young typeerde Felici binnen de Curie als "extreem conservatief". Hij was uitgesproken sceptisch over bisschoppelijke collegialiteit en over de oecumene.

## Wetenswaardigheden
- Felici drong er in 1969 bij burgemeester Ivo Samkalden op aan dat deze een paar spottende cartoons van het Boekenbal over het celibaat zou verwijderen. De burgemeester liet hem weten dat die dingen zo niet werkten, maar de katholieke minister van buitenlandse zaken Jozef Luns bood de nuntius zijn excuses aan. Het jaar erna vond de nuntius dat de politie Huub Oosterhuis als gehuwde priester diende te beletten de mis te vieren, hetgeen verder geen gevolg had.
- Een van zijn zeldzame momenten van ontspanning was als hij in de tuin werkte, in een oude toog.